# Gaetano Roccaforte
Gaetano Roccaforte war ein italienischer Librettist und Dramatiker des 18. Jahrhunderts. Die Geburts- und Sterbedaten sind unbekannt. Er legte das Ordensgelübde ab und lebte die meiste oder ganze Zeit in Rom. Von ihm sind acht Libretti überliefert, die alle zuerst in Rom aufgeführt wurden. Mit drei seiner Stücke hatte er einen beachtlichen Erfolg.

## Werke
- Tito Manlio. Musik: Gennaro Manna 1742, Niccolò Jommelli 1743, Girolamo Abos 1751, Gaetano Latilla 1755, Gioacchino Cocchi 1761, Pietro Alessandro Guglielmi 1763, Luigi Borghi 1780, Giuseppe Giordani 1784, Angelo Tarchi 1791.
- Cajo Mario. Musik: Niccolò Jommelli 1746, Giuseppe Scarlatti 1755, Niccolò Piccinni 1757, Baldassare Galuppi 1764, Giuseppe Scolari 1765, Pasquale Anfossi 1770, Carlo Monza 1777, Domenico Cimarosa 1780, Ferdinando Bertoni 1781, Francesco Bianchi 1784, Tommaso Giordani 1789.
- Alcibiade. Musik: Matteo Capranica 1746.
- Pelopida. Musik: Girolamo Abos 1747, Giuseppe Scarlatti 1763, François-Hippolyte Barthélémon 1766.
- Antigona. Musik: Baldassare Galuppi 1751, Giovanni Battista Casali 1752, Gaetano Latilla 1753, Ferdinando Bertoni 1756, Giuseppe Scarlatti 1756, Vincenzo Legrenzio Ciampi 1762, Pietro Pompeo Sales 1767, Gian Francesco de Majo 1768, Josef Mysliveček 1774, Michele Mortellari 1776, Giuseppe Gazzaniga 1781.
- Talestri. Musik: Niccolò Jommelli 1751.
- Sofonisba. Musik: Baldassare Galuppi 1753.
- Melite riconosciuta. Musik: Baldassare Galuppi 1759, Angelo Tarchi 1787.